# أندرو هاكر
أندرو هاكر (بالإنجليزية: Andrew Hacker)‏ هو أستاذ جامعي أمريكي، ولد في 1929.